# Aérodrome de Sebba
 (mars 2020).
L'aérodrome de Sebba est un aérodrome desservant le village de Sebba dans la province de Yagha, qui fait partie de la région du Sahel au Burkina Faso.
La piste n’est pas marquée et sa longueur est estimée.